# Handle This
«Handle This» es el cuarto sencillo del álbum All Killer No Filler de la banda Sum 41 lanzado el 17 de junio de 2002 exclusivamente en Alemania. 

## Videoclip
En su video, grabado en Japón, los muchachos hacen de cuenta que son extraños que están conectados entre sí por un sticker con una imagen de una chica. El video no se encuentra en sus videos Vevo oficiales, además se desconoce el director del video.

## Sencillo
| N.º | Título                             | Duración |  |
| 1.  | «Handle This»                      | 3:37     |  |
| 2.  | «Motivation» (en directo)          | 2:50     |  |
| 3.  | «Makes No Difference» (en directo) | 3:09     |  |

- Datos: Q1134734